# 克勞福德 (堪薩斯州)
克勞福德（英語：Crawford）是位於美國堪薩斯州賴斯縣的一個鬼鎮。

## 歷史
克勞福德的郵政局1880年代設立，其後於1953年結束營運。

## 地理
克勞福德所處的海拔為高於海平面515米（即1690英呎），而該地所採用的時區為UTC-6，即北美中部時區（CST）。同時該地設有夏令時間，為UTC-6調快一小時，即UTC-5（CDT）。